# Claude Bobrowski
Claude Alexandre Bobrowski (* 18. Mai 1931 in Paris; † 1. Mai 2011 in Le Chesnay) war ein französischer Automobilrennfahrer.

## Karriere im Motorsport
Claude Bobrowski war Ende der 1950er- und zu Beginn der 1960er-Jahre als Sportwagenpilot aktiv. Er bestritt die Targa Florio 1959 und wurde beim zur Sportwagen-Weltmeisterschaft 1962 zählenden Großen Preis von Berlin Gesamtneunter. Den Großen Preis von Spa-Francorchamps dieses Jahres beendete er als Gesamtdritter. Ende des Jahres wurde er 14. beim 1000-km-Rennen von Paris.
Sein einziges 24-Stunden-Rennen von Le Mans fuhr er 1963. Gemeinsam mit Jean-Pierre Beltoise wurde er auf einem René Bonnet Aerodjet LM6 Gesamtelfter und gewann die Rennklasse für Prototypen von 1001 bis 1150 cm³ Hubraum.
Nach dem Ende seiner Karriere eröffnete er ein Unternehmen für gebrauchte Handelswaren.

## Statistik

### Le-Mans-Ergebnisse
| Jahr | Team                    | Fahrzeug                 | Teamkollege          | Platzierung             | Ausfallgrund |
| ---- | ----------------------- | ------------------------ | -------------------- | ----------------------- | ------------ |
| 1963 | Automobiles René Bonnet | René Bonnet Aerodjet LM6 | Jean-Pierre Beltoise | Rang 11 und Klassensieg |              |

### Einzelergebnisse in der Sportwagen-Weltmeisterschaft
| Saison | Team                                | Rennwagen                                                                | 1   | 2   | 3   | 4   | 5   | 6   | 7   | 8   | 9   | 10  | 11  | 12  | 13  | 14  | 15  | 16  | 17  | 18  | 19  | 20  | 21  | 22  |
| ------ | ----------------------------------- | ------------------------------------------------------------------------ | --- | --- | --- | --- | --- | --- | --- | --- | --- | --- | --- | --- | --- | --- | --- | --- | --- | --- | --- | --- | --- | --- |
| 1959   | Paris                               | Alfa Romeo Giulietta                                                     | SEB | TAR | NÜR | LEM | RTT |     |     |     |     |     |     |     |     |     |     |     |     |     |     |     |     |     |
| 1959   | Paris                               | Alfa Romeo Giulietta                                                     | 21  |     |     |     |     |     |     |     |     |     |     |     |     |     |     |     |     |     |     |     |     |     |
| 1962   | Abarth Claude Bobrowski             | Fiat-Abarth 1000                                                         | DAY | SEB | SEB | MAI | TAR | BER | NÜR | LEM | TAV | CCA | RTT | NÜR | BRI | BRI | PAR |     |     |     |     |     |     |     |
| 1962   | Abarth Claude Bobrowski             | Fiat-Abarth 1000                                                         |     |     |     |     |     | 9   | 26  |     | 20  |     |     |     |     |     | 14  |     |     |     |     |     |     |     |
| 1963   | René Bonnet Automobiles René Bonnet | René Bonnet Djet Fiat-Abarth 1000 René Bonnet Aerodjet LM6 Jaguar Mark 2 | DAY | SEB | SEB | TAR | SPA | MAI | NÜR | CON | ROS | LEM | MON | WIS | TAV | FRE | CCE | RTT | OVI | NÜR | MON | MON | TDF | BRI |
| 1963   | René Bonnet Automobiles René Bonnet | René Bonnet Djet Fiat-Abarth 1000 René Bonnet Aerodjet LM6 Jaguar Mark 2 |     |     |     | 20  |     | DNF |     |     |     | 11  |     |     | 26  |     |     |     |     |     |     |     | DNF |     |
| 1964   | AGACI                               | Jaguar Mark 2                                                            | DAY | SEB | TAR | MON | SPA | CON | NÜR | ROS | LEM | REI | FRE | CCE | RTT | SIM | NÜR | MON | TDF | BRI | BRI | PAR |     |     |
| 1964   | AGACI                               | Jaguar Mark 2                                                            |     |     |     |     |     |     |     |     |     |     |     |     |     | DNF |     |     |     |     |     |     |     |     |